# 장기의회

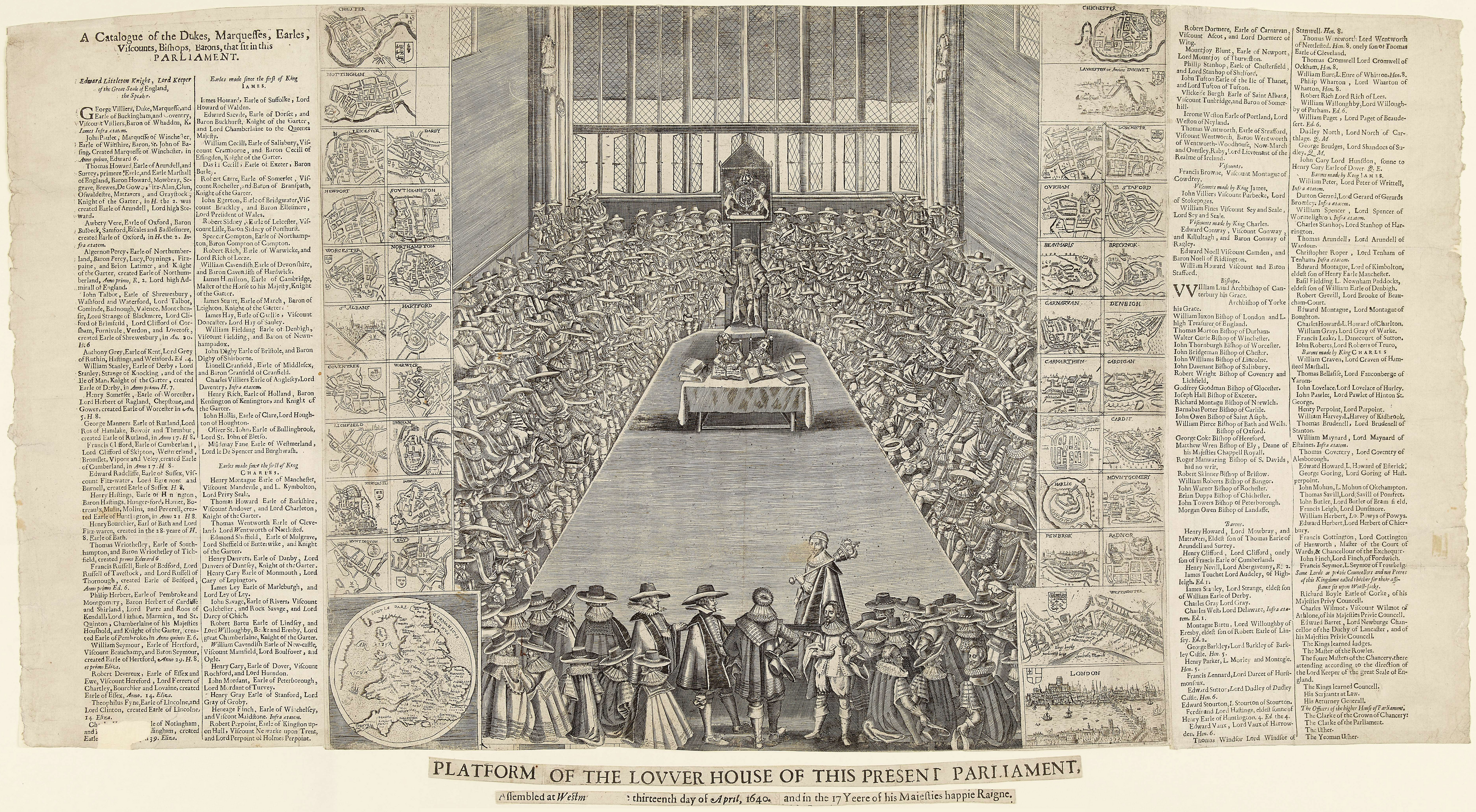
장기의회

장기의회(Long Parliament)는 단기의회와 마찬가지로 잉글랜드의 찰스 1세가 소집한 의회이다. 올리버 크롬웰의 시기에 잠시 해산되었으나, 이후 재소집되어 1660년까지 지속되었다.
단기의회 해산후 다시 전제 정치를 하던 찰스 1세는 스코틀랜드에 대한 배상 등 자금의 필요에 의해 1640년 11월 3일 의회를 재소집하였다.
그러나 신 의회는 전 의원이 6할을 점하는 등 의회파가 우세하여 국왕의 심복인 스트래퍼드 백작인 토마스 웬트워스(Thomas Wentworth)의 처형이라든가 대간주의 제출 등을 비롯한 여러 혁명적인 입법을 계속 행하였다. 이에 왕은 의회의 지도자 존 핌(John Pym), 존 함프덴(John Hampden) 등 5명을 반역죄로 탄핵하고 체포하기 위해서 의회에 군대를 보냈다. 왕의 계획은 사전에 누설되어 실패로 끝났으나, 의회는 이것을 의회의 특권을 침범하는 것이라 하여 격분, 이를 계기로 청교도 혁명이 일어났다.
그와 함께 의회내에서 왕당파는 탈락했지만 혁명의 승리와 함께 대두한 장로파와 독립파가 대립하였고, 또 독립파와 수평파가 대립하는 동안에 제2차 내란이 일어나게 되었다. 이를 진압한 후 혁명 측은 프라이드의 숙청(Pride's Purge)을 행했는데, 숙청 후에 1/4도 안되는 의원들만이 참석한 잔부의회(Rump Parliament)가 성립되었고, 잔부의회는 호국경 정치가 수립된 1653년에 해산되었다.
잔부의회의 부활은 호국경정치의 끝남과 함께 행해졌으나, 1660년 2월에 추방당했던 장로파가 복귀하여 장기의회는 전과 같이 성원됨으로써 부활하였다. 그러나 얼마 안 있어 해산되었고 왕정복고기의 의회에 자리를 내놓았다.